# 12. til 21. etape af Giro d'Italia 2009
12. til 21. etape af Giro d'Italia 2009 fandt sted mellem 21. og 31 maj. Løbet var startet 9. maj med 1. etape. 21. etape markerede samtidig løbets afslutning. Giroens anden halvdel begyndte med en lang og udfordrende enkeltstart i Cinque Terre. Det var på denne enkeltstart Denis Mensjov tog den samlede føring i løbet. Enkeltstarten efterfulgtes af en flad etape, hvorefter de fleste sprintere trak sig, da de ikke var inde i billedet til flere etapesejre i de efterfølgende bjergrige etaper.
Den sekstende etape blev anset for at være en af to kongeetaper – løbets sværeste – i denne udgave af Giroen, da den indeholdt mange høje bjergstigninger samt Giroens sværeste bjergafslutning. Efter den anden hviledag fulgte en usædvanlig etape, der var relativt kort, men lige så svær som tidligere bjergetaper. Disse etaper blev vundet af henholdsvis Carlos Sastre og Franco Pellizotti, der kæmpede for en podieplads efter Mensjov og løbets tidligere førende rytter, Danilo Di Luca. Selvom Sastre vandt en anden etape, til Vesuv, var det Pelizotti, der sluttede som samlet treer.
Giroen sluttede, som i 2008, med endnu en enkeltstart, denne gang i Rom. På trods af et dramatisk styrt på etapens sidste kilometer beholdt Mensjov sin samlede føring, og han kunne derfor kalde sig for Giro-mester – hans tredje sejr i en Grand Tour.
| Tegnforklaring   | Tegnforklaring                                                                                                   | Tegnforklaring | Tegnforklaring                                   |
| ---------------- | --- | -------------- | ------------------------------------------------ |
| En lyserød trøje | Angiver den førende rytter i det samlede klassement                                                              | En grøn trøje  | Angiver den førende rytter i bjergkonkurrencen   |
| En lilla trøje   | Angiver den førende rytter i pointkonkurrencen                                                                   | En hvid trøje  | Angiver den førende rytter i ungdomskonkurrencen |
|                  | s.t. angiver, at rytteren sluttede i samme gruppe som rytteren over ham, og blev derfor givet samme tid som ham. |                |                                                  |

## 12. etape
21. maj 2009 – Sestri Levante til Riomaggiore, 60,6 kilometer (enkeltstart)
Den første enkeltstart i 2009-udgaven af Giroen var en svær en af slagsen – lang, med en del stigninger undervejs. Der var to kategoriserede stigninger på ruten, en hurtig, intens nedkørsel mellem dem og slet ingen flade stykker. Lance Armstrong, der kørte Giroen for første gang i 2009, beskrev enkeltstarten som "sindssygt hård". Den regerende olympiske mester Fabian Cancellara kaldte den "skør" og grinte, da han blev spurgt, om han ville gå efter sejren. Cancellara var faktisk den eneste rytter, der stadig var i løbet på dette tidspunkt, der ikke forsøgte sig på enkeltstarten. I stedet forlod han Giroen.
Mange ryttere brugte normale vejcykler til denne etape, da ruten var højst atypisk for en enkeltstart med veje, der ikke var flade og lige. De fleste af disse ryttere ændrede deres normale cykler, så de kunne køre med aerodynamisk styr, mens enkelte andre, blandt andet den førende rytter Danilo Di Luca, undlod at ændre cyklen. Stigningerne på etapen øgede chancerne for de ryttere, der var stærke i bjergene, men relativt dårlige enkeltstartsryttere, som for eksempel Damiano Cunego og Gilberto Simoni.
Acqua & Sapone-rytteren Dario Andriotto satte tidligt en god tid. Efter et stykke tid slog Jurij Krivtsov hans tid. Flere ryttere i træk satte derefter bedste tid, selvom marginen ofte var lille. Alessandro Bertolini, David Millar, Marco Pinotti, Giovanni Visconti, Bradley Wiggins og Stefano Garzelli var alle i kort tid førende på etapen. Bertolini var i front på etapen i næsten tre minutter, da Millar startede lige efter ham og slog hans tid med lille margin.
Den fjerde- og næstsidste rytter på ruten, Levi Leipheimer og Denis Mensjov, satte dagens bedste tider; Mensjov var mellem 30 sekunder og et minut bedre end Leipheimer på alle mellemtider og 20 sekunder bedre på mållinjen. Mensjovs sejr sendte ham i den lyserøde førertrøje, mens Leipheimer ikke tog nok tid på Di Luca til at rykke forbi ham i den samlede stilling. Di Luca blev nummer seks på etapen.
Michael Rogers, den trefoldige tidligere verdensmester på enkelstart, tabte overraskende næsten tre minutter i forhold til Mensjov, og han faldt fra tredje- til sjettepladsen i klassementet. Den regerende Tour de France-mester Carlos Sastre imponerede heller ikke, idet han kom ind 2 minutter og 18 sekunder efter Mensjov. Han tog dog fordel af Rogers' endnu dårligere kørsel og rykkede op som nummer fem samlet.
|    | Rytter                  | Hold                         | Tid        |
| -- | ----------------------- | ---------------------------- | ---------- |
| 1  | Denis Mensjov (RUS)     | Rabobank                     | 1h 34' 29" |
| 2  | Levi Leipheimer (USA)   | Astana Pro Team              | + 20"      |
| 3  | Stefano Garzelli (ITA)  | Acqua & Sapone-Caffè Mokambo | + 1' 03"   |
| 4  | Janez Brajkovič (SLO)   | Astana Pro Team              | + 1' 14"   |
| 5  | Franco Pellizotti (ITA) | Liquigas                     | + 1' 27"   |
| 6  | Danilo Di Luca (ITA)    | L.P.R. Brakes-Farnese Vini   | + 1' 54"   |
| 7  | Bradley Wiggins (GBR)   | Garmin-Slipstream            | + 1' 59"   |
| 8  | Gabriele Bosisio (ITA)  | L.P.R. Brakes-Farnese Vini   | + 2' 04"   |
| 9  | José Serpa (COL)        | Diquigiovanni-Androni        | + 2' 13"   |
| 10 | Marzio Bruseghin (ITA)  | Lampre-N.G.C.                | + 2' 17"   |

|    | Rytter                  | Hold                       | Tid         |
| -- | ----------------------- | -------------------------- | ----------- |
| 1  | Denis Mensjov (RUS)     | Rabobank                   | 50h 27' 17" |
| 2  | Danilo Di Luca (ITA)    | L.P.R. Brakes-Farnese Vini | + 34"       |
| 3  | Levi Leipheimer (USA)   | Astana Pro Team            | + 40"       |
| 4  | Franco Pellizotti (ITA) | Liquigas                   | + 2' 00"    |
| 5  | Carlos Sastre (ESP)     | Cervélo TestTeam           | + 2' 52"    |
| 6  | Michael Rogers (AUS)    | Team Columbia-High Road    | + 2' 59"    |
| 7  | Ivan Basso (ITA)        | Liquigas                   | + 3' 00"    |
| 8  | Gilberto Simoni (ITA)   | Diquigiovanni-Androni      | + 4' 38"    |
| 9  | Marzio Bruseghin (ITA)  | Lampre-N.G.C.              | + 5' 26"    |
| 10 | Thomas Lövkvist (SWE)   | Team Columbia-High Road    | + 5' 53"    |

## 13. etape
22. maj 2009 – Lido di Camaiore til Firenze, 176 kilometer
Rytterne fik næsten en pause på denne korte, flade etape. Der var et par små bakker på de første 60 kilometer af etapen samt en enkelt kategoriseret stigning, men efter 60-kilometermærket blev ruten helt flad. Det resulterede i en massespurt.
Tre ryttere stak af fra feltet efter 12 kilometer – Mikhail Ignatjev, Leonardo Scarselli og Björn Schröder. Deres største forspring var på 5 minutter og 20 sekunder, men feltet havde ingen problemer med at indhente dem. Ignatiev og Scarselli blev indhentet med 32 kilometer til mål, mens Schröder fortsatte kampen alene. Han blev fanget med omkring seks kilometer til mål. Selvom Mark Cavendish sad i syvende position i feltet med under én kilometer tilbage, blev han sendt godt af sted af Edvald Boasson Hagen og Mark Renshaw og kunne tage sin tredje etapesejr i Giroen. Hans leadout-ryttere kørte så hurtigt, at kun 21 ryttere fik samme tid som vinderen – 89 andre, blandt dem samtlige top-10-ryttere i klassementet, kom ind otte sekunder efter.
|    | Rytter                    | Hold                       | Tid        |
| -- | ------------------------- | -------------------------- | ---------- |
| 1  | Mark Cavendish (GBR)      | Team Columbia-High Road    | 3h 48' 36" |
| 2  | Alessandro Petacchi (ITA) | L.P.R. Brakes-Farnese Vini | s.t.       |
| 3  | Allan Davis (AUS)         | Quick Step                 | s.t.       |
| 4  | Robert Hunter (RSA)       | Barloworld                 | s.t.       |
| 5  | Tyler Farrar (USA)        | Garmin-Slipstream          | s.t.       |
| 6  | Juan José Haedo (ARG)     | Team Saxo Bank             | s.t.       |
| 7  | Robert Förster (GER)      | Team Milram                | s.t.       |
| 8  | Ben Swift (GBR)           | Team Katusha               | s.t.       |
| 9  | Davide Viganò (ITA)       | Fuji-Servetto              | s.t.       |
| 10 | Sébastien Hinault (FRA)   | Ag2r-La Mondiale           | s.t.       |

|    | Rytter                  | Hold                       | Tid         |
| -- | ----------------------- | -------------------------- | ----------- |
| 1  | Denis Mensjov (RUS)     | Rabobank                   | 54h 16' 01" |
| 2  | Danilo Di Luca (ITA)    | L.P.R. Brakes-Farnese Vini | + 34"       |
| 3  | Levi Leipheimer (USA)   | Astana Pro Team            | + 40"       |
| 4  | Franco Pellizotti (ITA) | Liquigas                   | + 2' 00"    |
| 5  | Carlos Sastre (ESP)     | Cervélo TestTeam           | + 2' 52"    |
| 6  | Michael Rogers (AUS)    | Team Columbia-High Road    | + 2' 59"    |
| 7  | Ivan Basso (ITA)        | Liquigas                   | + 3' 00"    |
| 8  | Gilberto Simoni (ITA)   | Diquigiovanni-Androni      | + 4' 38"    |
| 9  | Marzio Bruseghin (ITA)  | Lampre-N.G.C.              | + 5' 26"    |
| 10 | Thomas Lövkvist (SWE)   | Team Columbia-High Road    | + 5' 53"    |

## 14. etape
23. maj 2009 – Campi Bisenzio til Bologna, 172 kilometer
Dette var en bjergrig etape med fire kategoriserede stigninger på ruten og en afslutning på en kort, men kategoriseret stigning. Analyser før løbet gav en forventning om uafbrudte angreb fra dagens første stigning efter 24 kilometer.
Fjorten ryttere fra tolv hold slap af sted fra feltet efter 12 kilometer. De holdt sig samlet i front over de første fire stigninger på ruten, før de svageste begyndte at falde fra gruppen. Danilo Di Lucas LPR-hold sad forrest i feltet det meste af dagen, da afslutningen så ud til at ligge bedre til Di Luca end løbets førende rytter, Denis Mensjov, og rytteren på tredjepladsen, Levi Leipheimer. Det ene hold i feltets spids viste sig dog ikke at være nogen udfordring for et velfungerende 14 mand stort udbrud, og da feltet nåede fjerde stignings nedkørsel, stod det klart, at udbruddet ikke ville blive hentet. Tolv mand sad stadig tilbage i udbruddet, da de påbegyndte dagens sidste stigning. Andrij Hryvko angreb først, men blev hentet et godt stykke fra toppen, og han endte med at afslutte etapen i gruppen med rytteren i den lyserøde trøje. Det afgørende angreb kom fra Simon Gerrans, og da ingen kunne matche ham, tog Cervélo-rytteren etapesejren. Leipheimer og Ivan Basso kunne ikke sidde med i favoritgruppen lige før stigningens top, og de endte med at tabe tre potentielt meget værdifulde sekunder til de andre højt rangerede ryttere i klassementet. Michael Rogers kom ind yderligere tre sekunder efter Leipheimer og Basso, hvilket resulterede i, at han faldt fra sjette- til syvendepladsen i klassementet.
|    | Rytter                   | Hold                  | Tid        |
| -- | ------------------------ | --------------------- | ---------- |
| 1  | Simon Gerrans (AUS)      | Cervélo TestTeam      | 4h 16' 48" |
| 2  | Rubens Bertogliati (SUI) | Diquigiovanni-Androni | + 12"      |
| 3  | Francesco Gavazzi (ITA)  | Lampre-N.G.C.         | + 18"      |
| 4  | Jevgenij Petrov (RUS)    | Team Katusha          | + 24"      |
| 5  | Philip Deignan (IRL)     | Cervélo TestTeam      | + 27"      |
| 6  | Chris Froome (GBR)       | Barloworld            | + 36"      |
| 7  | Vasil Kiryjenka (BLR)    | Caisse d'Epargne      | + 41"      |
| 8  | Francesco Reda (ITA)     | Quick Step            | + 1' 01"   |
| 9  | Andrij Hryvko (UKR)      | ISD                   | + 1' 04"   |
| 10 | Franco Pellizotti (ITA)  | Liquigas              | s.t.       |

|    | Rytter                  | Hold                       | Tid         |
| -- | ----------------------- | -------------------------- | ----------- |
| 1  | Denis Mensjov (RUS)     | Rabobank                   | 58h 33' 53" |
| 2  | Danilo Di Luca (ITA)    | L.P.R. Brakes-Farnese Vini | + 34"       |
| 3  | Levi Leipheimer (USA)   | Astana Pro Team            | + 43"       |
| 4  | Franco Pellizotti (ITA) | Liquigas                   | + 2' 00"    |
| 5  | Carlos Sastre (ESP)     | Cervélo TestTeam           | + 2' 52"    |
| 6  | Ivan Basso (ITA)        | Liquigas                   | + 3' 03"    |
| 7  | Michael Rogers (AUS)    | Team Columbia-High Road    | + 3' 05"    |
| 8  | Gilberto Simoni (ITA)   | Diquigiovanni-Androni      | + 5' 17"    |
| 9  | Marzio Bruseghin (ITA)  | Lampre-N.G.C.              | + 5' 26"    |
| 10 | David Arroyo (ESP)      | Caisse d'Epargne           | + 6' 01"    |

## 15. etape
24. maj 2009 – Forlì til Faenza, 161 kilometer
Feltet stod over for fire kategoriserede stigninger på denne etape, selvom ingen af dem blev anset for at være svære nok til, at nogle ryttere kunne stikke af fra favoritfeltet. På etapen var der ligeledes tre andre ukategoriserede stigninger, der ikke var lige så stejle. Med en 10 kilometer lang flad sektion før afslutningen, var det sandsynligt, at et udbrud kunne holde hjem.
Dagen begyndte med et udbrud efter 18 kilometer bestående af 16 ryttere fra 14 hold. De opnåede et forspring på omkring seks minutter, og den førende rytter Denis Mensjovs hold så ud til at ville lade dem køre, da der ikke var nogen trusler i klassementet her: José Serpa var den bedst placerede rytter i udbruddet, 10 minutter efter Mensjov. Det så ud, som om etapen skulle ende med en sejr til udbruddet, da feltet ikke kørte hurtigt nok til at indhente dem.
Tingene ændrede sig, da Ivan Bassos hold satte sig frem på dagens tredje stigning for at øge farten i feltet. Basso angreb, og kun Stefano Garzelli kunne holde hans hjul. De nåede op til nogle medlemmer af udbruddet, da dette også gik i opløsning, men blev til sidst indhentet. Danilo Di Luca angreb på den fjerde stigning, og i et stykke tid var han og Mensjov sluppet fri fra de andre klassementfavoritter, men også de blev indhentet – klassementets top-syv var uændret efter etapen.
Efter at 16-mandsudbruddet begyndte at gå i opløsning, var der kun to mand tilbage i front – Leonardo Bertagnolli og Serge Pauwels. Af uklare årsager valgte Pauwels at forlade udbruddet på de sidste kilometer af etapen, og han lod Bertagnolli vinde etapen uden kamp. Pauwels sluttede sig til to forfølgere, der havde fået lov til at stikke af fra Mensjovs gruppe på etapens sidste stykke, da de ikke var nogen trusler i klassementet. Gruppen med rytteren i den lyserøde trøje sluttede 1 minut og 56 sekunder efter etapevinderen, mens 13 andre ryttere sluttede omkring syv minutter efter, og størstedelen af de resterende ryttere sluttede mellem 18 og 26 minutter efter. Feltet havde ellers været samlet i tæt på to tredjedele af etapen.
|    | Rytter                     | Hold                    | Tid        |
| -- | -------------------------- | ----------------------- | ---------- |
| 1  | Leonardo Bertagnolli (ITA) | Diquigiovanni-Androni   | 4h 18' 34" |
| 2  | Serge Pauwels (BEL)        | Cervélo TestTeam        | + 54"      |
| 3  | Marco Pinotti (ITA)        | Team Columbia-High Road | s.t.       |
| 4  | Lars Bak (DEN)             | Team Saxo Bank          | s.t.       |
| 5  | Marco Marzano (ITA)        | Lampre-N.G.C.           | + 56"      |
| 6  | Andrij Hryvko (UKR)        | ISD                     | + 1' 27"   |
| 7  | Mauro Facci (ITA)          | Quick Step              | + 1' 49"   |
| 8  | Tadej Valjavec (SLO)       | Ag2r-La Mondiale        | + 1' 51"   |
| 9  | Eduard Vorganov (RUS)      | Xacobeo-Galicia         | s.t.       |
| 10 | Kevin Seeldraeyers (BEL)   | Quick Step              | + 1' 56"   |

|    | Rytter                  | Hold                       | Tid         |
| -- | ----------------------- | -------------------------- | ----------- |
| 1  | Denis Mensjov (RUS)     | Rabobank                   | 62h 54' 23" |
| 2  | Danilo Di Luca (ITA)    | L.P.R. Brakes-Farnese Vini | + 34"       |
| 3  | Levi Leipheimer (USA)   | Astana Pro Team            | + 43"       |
| 4  | Franco Pellizotti (ITA) | Liquigas                   | + 2' 00"    |
| 5  | Carlos Sastre (ESP)     | Cervélo TestTeam           | + 2' 52"    |
| 6  | Ivan Basso (ITA)        | Liquigas                   | + 3' 03"    |
| 7  | Michael Rogers (AUS)    | Team Columbia-High Road    | + 3' 05"    |
| 8  | Marzio Bruseghin (ITA)  | Lampre-N.G.C.              | + 5' 26"    |
| 9  | David Arroyo (ESP)      | Caisse d'Epargne           | + 6' 01"    |
| 10 | Thomas Lövkvist (SWE)   | Team Columbia-High Road    | + 6' 26"    |

## 16. etape
25. maj 2009 – Pergola til Monte Petrano, 237 kilometer
Denne etape var ekstremt bjergrig med tre kategoriserede høje stigninger og med afslutning på en bjergtop med en høj stigningsprocent på Monte Petrano og en mindre stigning efter omkring en tredjedel af etapen. Derudover var der fem korte ukategoriserede stigninger. Efter ændringerne på 10. etape blev denne etape også kaldt Giroens kongeetape.
Et stort udbrud slap tidligt af sted for tredje dag i træk. Udbruddet talte 20 ryttere, der efter den første kategori 1-stigning var kogt ned til tre, da nogle ryttere måtte slippe på grund af hastigheden, og andre, fra Denis Mensjov og de andre favoritters hold, blev kaldt tilbage af deres sportsdirektører til at beskytte deres kaptajner. De tre, der blev tilbage, var Jaroslav Popovytj, Damiano Cunego og Gabriele Bosisio. Popovytj slap af med sine udbrudskammerater og så for en stund ud til at kunne tage etapesejren. Gruppen med den førende rytter havde opslugt alle medlemmer af det tidlige udbrud, bortset fra Popovytj og Cunego, da de nåede Monte Petrano. Levi Leipheimer, der tidligere havde udtalt, at han kunne finde på at angribe på dagens etape, blev sat på Monte Petrano, og trods Lance Armstrong og Janez Brajkovič' indsatser for at få ham tilbage til favoritgruppen, endte han med at slutte næsten tre minutter efter etapevinderen, og han faldt fra tredje- til sjettepladsen i den samlede stilling, hvilket reelt eliminerede alle håb, han måtte have haft om at tage den lyserøde førertrøje. Armstrong havde siddet tæt på favoritterne på stigningen, men lod sig falde tilbage for at hjælpe Leipheimer, der senere fortalte, at Armstrong reddede "minutter og flere minutter" for ham ved at hjælpe ham i mål.
Danilo Di Luca prøvede at stikke af fra favoritgruppen flere gange ved foden af stigningen, men Mensjov svarede igen hver gang. Da Ivan Basso og Carlos Sastre angreb, lod Mensjov og Di Luca dem køre, da de så ud til kun at fokusere på hinanden. Sastres angreb skulle vise sig at være det afgørende, da han så relativt frisk ud efter at have kørt i bjerge i over syv timer. Han blæste forbi Popovytj og holdt den lyserøde trøje bag sig og kunne dermed kalde sig etapevinder. Med tiden vundet på ruten lagt sammen med bonussekunderne på målstregen, rykkede Sastre op som nummer tre samlet. Mensjov spurtede fra Di Luca på målstregen, hvilket gav ham ét sekund på vejen og fire bonussekunder til at udbygge føringen en smule. Thomas Lövkvist, der havde kørt i den hvide trøje som bedste unge rytter, blev sat tidligt på etapen og sluttede 24 minutter efter vinderen. Han endte med at falde helt til femtepladsen i ungdomskonkurrencen, hvor Quick Step-rytteren Kvein Seeldraeyers, nummer 15 samlet, overtog hans hvide trøje.
Vejret var også en stor faktor på dagen, da temperaturen steg til over 35 grader. Det gjorde, at ryttere på hele etapen tabte kontakten til forskellige grupper.
|    | Rytter                      | Hold                         | Tid        |
| -- | --------------------------- | ---------------------------- | ---------- |
| 1  | Carlos Sastre (ESP)         | Cervélo TestTeam             | 7h 11' 54" |
| 2  | Denis Mensjov (RUS)         | Rabobank                     | + 25"      |
| 3  | Danilo Di Luca (ITA)        | L.P.R. Brakes-Farnese Vini   | + 26"      |
| 4  | Ivan Basso (ITA)            | Liquigas                     | + 29"      |
| 5  | Stefano Garzelli (ITA)      | Acqua & Sapone-Caffè Mokambo | + 1' 19"   |
| 6  | Francesco Masciarelli (ITA) | Acqua & Sapone-Caffè Mokambo | + 1' 21"   |
| 7  | Franco Pellizotti (ITA)     | Liquigas                     | s.t.       |
| 8  | Tadej Valjavec (SLO)        | Ag2r-La Mondiale             | + 2' 11"   |
| 9  | José Serpa (COL)            | Diquigiovanni-Androni        | + 2' 35"   |
| 10 | Lance Armstrong (USA)       | Astana Pro Team              | + 2' 51"   |

|    | Rytter                  | Hold                         | Tid         |
| -- | ----------------------- | ---------------------------- | ----------- |
| 1  | Denis Mensjov (RUS)     | Rabobank                     | 70h 06' 30" |
| 2  | Danilo Di Luca (ITA)    | L.P.R. Brakes-Farnese Vini   | + 39"       |
| 3  | Carlos Sastre (ESP)     | Cervélo TestTeam             | + 2' 19"    |
| 4  | Franco Pellizotti (ITA) | Liquigas                     | + 3' 08"    |
| 5  | Ivan Basso (ITA)        | Liquigas                     | + 3' 19"    |
| 6  | Levi Leipheimer (USA)   | Astana Pro Team              | + 3' 21"    |
| 7  | Michael Rogers (AUS)    | Team Columbia-High Road      | + 5' 54"    |
| 8  | Stefano Garzelli (ITA)  | Acqua & Sapone-Caffè Mokambo | + 8' 21"    |
| 9  | David Arroyo (ESP)      | Caisse d'Epargne             | + 8' 39"    |
| 10 | Tadej Valjavec (SLO)    | Ag2r-La Mondiale             | + 8' 47"    |

## 17. etape
27. maj 2009 – Chieti til Blockhaus, 83 kilometer
Efter den anden hviledag stod feltet foran Giroens korteste etape. Oprindeligt førte ruten feltet over det højeste punkt i Giroen 2009, men ruten blev ændret fra de offentliggjorte planer på grund af den store mængde sne, der lå på  vejen op mod Blockhaus. De fire kilometers klatring blev erstattet af en flad sektion af tilsvarende længde i begyndelsen af etapen. De første 44 kilometer var næsten helt flade, efterfulgt af en lille ændring i stigningsprocent de næste 16 kilometer. Herefter fulgte en exceptionelt stejl afslutning på 23 kilometer.
Thomas Voeckler startede dagens udbrud efter omkring 10 kilometer. Ni ryttere fulgte ham, og deres største forspring var på lige under tre minutter, da jagten på dem begyndte meget tidligt på etapen på grund af den korte længde. Mange af rytterne i udbruddet kunne ikke holde Voecklers tempo ved foden af Blockhaus, og kun Félix Cárdenas og Giuseppe Palumbo sad med da stigningen begyndte. De efterfølgende angreb fra favoritgruppen gjorde, at udbruddet blev neutraliseret. Da Sylwester Szmyd angreb fra favoritgruppen, da stigningen begyndte, fulgte Franco Pellizotti med, og de to var i stand til at slå et hul, da Szmyd satte et højt tempo, før han ramte muren. Lance Armstrong prøvede at følge dem, men kunne ikke nå Pellizotti, da han besluttede sig for ikke at vente på Armstrong og i stedet køre stigningen som en enkeltstart. Hans stærke, rolige klatring sikrede ham etapesejren. Armstrong afsluttede etapen i den tredje gruppe sammen med Levi Leipheimer og Carlos Sastre. 
Sastre havde sat tempoet i feltet før stigningen, men faldt af da Philip Deignan tumlede af vejen i en grøft. Deignans cykel blev skadet, og han fik flere synlige hudafskrabninger og mærker, men var i stand til at sætte sig tilbage på cyklen og afslutte etapen med den sidste gruppetto. Sastre selv så ikke ud til at være i samme form som før hviledagen, og på grund af Pellizotts sejr og to minutter store forspring til den forsvarende Tour de France-mester, faldt han fra tredje- til fjerdepladsen i den samlede stilling, mens Pellizotti rykkede op som nummer tre.
En kvartet af ryttere kørte stigningen i anden position efter Pellizotti; den førende Denis Mensjov, Danilo Di Luca, Ivan Basso og Stefano Garzelli. Di Luca kørte med en meget høj kadence i et forsøg på at køre fra Mensjov, men var ikke i stand til det før sprinten på målstregen. På grund af tidsbonusserne for tredjepladsen og det hul, han slog, formindskede Di Luca Mensjovs forspring til under 30 sekunder.
|    | Rytter                  | Hold                         | Tid        |
| -- | ----------------------- | ---------------------------- | ---------- |
| 1  | Franco Pellizotti (ITA) | Liquigas                     | 2h 21' 06" |
| 2  | Stefano Garzelli (ITA)  | Acqua & Sapone-Caffè Mokambo | + 42"      |
| 3  | Danilo Di Luca (ITA)    | L.P.R. Brakes-Farnese Vini   | + 43"      |
| 4  | Denis Mensjov (RUS)     | Rabobank                     | + 48"      |
| 5  | Ivan Basso (ITA)        | Liquigas                     | + 57"      |
| 6  | Marzio Bruseghin (ITA)  | Lampre-N.G.C.                | + 1' 54"   |
| 7  | Sylwester Szmyd (POL)   | Liquigas                     | + 1' 55"   |
| 8  | Michael Rogers (AUS)    | Team Columbia-High Road      | + 1' 59"   |
| 9  | Carlos Sastre (ESP)     | Cervélo TestTeam             | s.t.       |
| 10 | Lance Armstrong (USA)   | Astana Pro Team              | s.t.       |

|    | Rytter                  | Hold                         | Tid         |
| -- | ----------------------- | ---------------------------- | ----------- |
| 1  | Denis Mensjov (RUS)     | Rabobank                     | 72h 28' 24" |
| 2  | Danilo Di Luca (ITA)    | L.P.R. Brakes-Farnese Vini   | + 26"       |
| 3  | Franco Pellizotti (ITA) | Liquigas                     | + 2' 00"    |
| 4  | Ivan Basso (ITA)        | Liquigas                     | + 3' 28"    |
| 5  | Carlos Sastre (ESP)     | Cervélo TestTeam             | + 3' 30"    |
| 6  | Levi Leipheimer (USA)   | Astana Pro Team              | + 4' 32"    |
| 7  | Michael Rogers (AUS)    | Team Columbia-High Road      | + 7' 05"    |
| 8  | Stefano Garzelli (ITA)  | Acqua & Sapone-Caffè Mokambo | + 8' 03"    |
| 9  | Tadej Valjavec (SLO)    | Ag2r-La Mondiale             | + 9' 58"    |
| 10 | Marzio Bruseghin (ITA)  | Lampre-N.G.C.                | + 10' 33"   |

## 18. etape
28. maj 2009 – Sulmona til Benevento, 182 kilometer
Feltet stod over for en stigning efter bare 20 kilometer på denne etape, men efter en lang og teknisk nedkørsel blev ruten let kuperet uden kategoriserede stigninger. På grund af de manglende stigninger, ventedes etapen at skulle afgøres i en massespurt blandt de tilbageværende sprintere, men endte med at blive afgjort af et udbrud.
Etapen begyndte med det største succesfulde udbrud i Giroen, bestående af 25 ryttere fra 18 hold. De eneste hold, der ikke sad med i udbruddet, var Milram, Ag2r, Fuji-Servetto og den førende rytters hold, Rabobank. Udbrudsrytterne arbejdede sammen som en sammenhængende enhed på store dele af etapen, og de opnåede et forspring på seks minutter. Syv af de 25 stak af sted med 15 kilometer tilbage, og de afgjorde etapesejren med en spurt. Den første rytter, der forsøgte sig, var Dries Devenyns, men han blev hurtigt overhalet af Félix Cárdenas, der igen blev overhalet af Danny Pate. Pate havde dog feltets mest erfarne rytter, Michele Scarponi, på hjul, og det var Scarponi, der timede sin spurt rigtigt til at tage etapesejren. De højt placerede ryttere i klassementet sluttede alle med feltet, der kom ind 3 minutter og 57 sekunder efter vinderen, så der var ingen ændringer i top-ti.
Det var efter denne etape, aftenen før Vesuv-etapen, at Danilo Di Luca afgav sin anden positive test for CERA.
|    | Rytter                     | Hold                       | Tid        |
| -- | -------------------------- | -------------------------- | ---------- |
| 1  | Michele Scarponi (ITA)     | Diquigiovanni-Androni      | 4h 07' 41" |
| 2  | Félix Cárdenas (COL)       | Barloworld                 | s.t.       |
| 3  | Danny Pate (USA)           | Garmin-Slipstream          | s.t.       |
| 4  | Lars Bak (DEN)             | Team Saxo Bank             | s.t.       |
| 5  | Dmitro Hrabovskyj (UKR)    | ISD                        | + 6"       |
| 6  | Dries Devenyns (BEL)       | Quick Step                 | + 20"      |
| 7  | Jason McCartney (USA)      | Team Saxo Bank             | + 24"      |
| 8  | Giovanni Visconti (ITA)    | ISD                        | + 37"      |
| 9  | Alessandro Bertolini (ITA) | Diquigiovanni-Androni      | + 39"      |
| 10 | Gabriele Bosisio (ITA)     | L.P.R. Brakes-Farnese Vini | + 42"      |

|    | Rytter                  | Hold                         | Tid         |
| -- | ----------------------- | ---------------------------- | ----------- |
| 1  | Denis Mensjov (RUS)     | Rabobank                     | 76h 40' 02" |
| 2  | Danilo Di Luca (ITA)    | L.P.R. Brakes-Farnese Vini   | + 26"       |
| 3  | Franco Pellizotti (ITA) | Liquigas                     | + 2' 00"    |
| 4  | Ivan Basso (ITA)        | Liquigas                     | + 3' 28"    |
| 5  | Carlos Sastre (ESP)     | Cervélo TestTeam             | + 3' 30"    |
| 6  | Levi Leipheimer (USA)   | Astana Pro Team              | + 4' 32"    |
| 7  | Michael Rogers (AUS)    | Team Columbia-High Road      | + 7' 05"    |
| 8  | Stefano Garzelli (ITA)  | Acqua & Sapone-Caffè Mokambo | + 8' 03"    |
| 9  | Tadej Valjavec (SLO)    | Ag2r-La Mondiale             | + 9' 58"    |
| 10 | Marzio Bruseghin (ITA)  | Lampre-N.G.C.                | + 10' 33"   |

## 19. etape
29. maj 2009 – Avellino til Vesuv, 164 kilometer
De første 151 km var stærkt kuperede med mange ukategoriserede bjerge, blandt andet en på næsten 500 m højdemeter. De sidste 13 kilometer indeholdt en stejl opstigning til det berømte bjerg Vesuv i en kilometers højde.
Dagens udbrud bestod af kun to ryttere, begge fra ProTour-hold uden sejre i dette års Giro – Mauro Facci fra Quick Step og Jurij Krivtsov fra Ag2r-La Mondiale. Deres største forspring var på lige over syv minutter, men gruppen med den førende rytter i klassementet og de andre favoritter havde ingen problemer med at hente dem i en lille by lige før opstigningen til Vesuv.
Liquigas prøvede samme taktik som på Blockhaus, hvor Franco Pellizotti tog etapesejren, da Valerio Agnoli var den første til at angribe og slippe væk fra favoritgruppen. Han blev hurtigt mødt af ikke en af hans kaptajner, Pellizotti eller Ivan Basso, men af Lampre-N.G.C.-rytteren Paolo Tiralongo, da favoritterne ikke besvarede angrebet. Disse to endte med at blive indhentet af det efterfølgende angreb fra Carlos José Ochoa, der trak Basso og Stefano Garzelli med sig, og de fik et betragteligt forspring over Mensjov-gruppen. Carlos Sastre angreb alene fra denne gruppe, overhalede hurtigt alle andre på ruten og tog sin anden etapesejr i denne Giro.
Ligesom de havde gjort på tidligere etaper, holdt Denis Mensjov og Danilo Di Luca sig tæt på hinanden hele vejen op af stigning. Di Luca forsøgte at ryste Mensjov af med flere angreb, men det lykkedes ikke. Pellizotti, der også havde holdt deres hjul, tog fordel af de to førende rytteres interne kamp og angreb. Basso, der sad længere fremme, ventede trofast på sin bedre placerede holdkammerat og hjalp ham til at få et lille hul til Mensjov og Di Luca, før han var tømt for kræfter. Det var nok til at sikre Pellizotti andenpladsen på etapen og at holde hans tredjeplads i den samlede stilling. Di Luca sprintede fra Mensjov på mållinjen og tog 8 bonussekunder, hvilket formindskede Mensjovs samlede forspring til 18 sekunder. Med kun en flad etape og en enkeltstart så det dog stadig ud som om, den bedre enkeltstarter Mensjov havde fordelen.
|    | Rytter                  | Hold                         | Tid        |
| -- | ----------------------- | ---------------------------- | ---------- |
| 1  | Carlos Sastre (ESP)     | Cervélo TestTeam             | 4h 33' 23" |
| 2  | Franco Pellizotti (ITA) | Liquigas                     | + 21"      |
| 3  | Danilo Di Luca (ITA)    | L.P.R. Brakes-Farnese Vini   | + 30"      |
| 4  | Denis Mensjov (RUS)     | Rabobank                     | s.t.       |
| 5  | Ivan Basso (ITA)        | Liquigas                     | + 35"      |
| 6  | Levi Leipheimer (USA)   | Astana Pro Team              | + 53"      |
| 7  | Tadej Valjavec (SLO)    | Ag2r-La Mondiale             | + 1' 14"   |
| 8  | Serge Pauwels (BEL)     | Cervélo TestTeam             | + 1' 15"   |
| 9  | Jose Serpa (COL)        | Diquigiovanni-Androni        | s.t.       |
| 10 | Stefano Garzelli (ITA)  | Acqua & Sapone-Caffè Mokambo | s.t.       |

|    | Rytter                  | Hold                         | Tid         |
| -- | ----------------------- | ---------------------------- | ----------- |
| 1  | Denis Mensjov (RUS)     | Rabobank                     | 81h 13' 55" |
| 2  | Danilo Di Luca (ITA)    | L.P.R. Brakes-Farnese Vini   | + 18"       |
| 3  | Franco Pellizotti (ITA) | Liquigas                     | + 1' 39"    |
| 4  | Carlos Sastre (ESP)     | Cervélo TestTeam             | + 2' 40"    |
| 5  | Ivan Basso (ITA)        | Liquigas                     | + 3' 33"    |
| 6  | Levi Leipheimer (USA)   | Astana Pro Team              | + 4' 55"    |
| 7  | Stefano Garzelli (ITA)  | Acqua & Sapone-Caffè Mokambo | + 8' 48"    |
| 8  | Michael Rogers (AUS)    | Team Columbia-High Road      | + 9' 32"    |
| 9  | Tadej Valjavec (SLO)    | Ag2r-La Mondiale             | + 10' 42"   |
| 10 | Marzio Bruseghin (ITA)  | Lampre-N.G.C.                | + 11' 32"   |

## 20. etape
30. maj 2009 – Napoli til Anagni, 203 kilometer
Etapen var flad med kun en enkelt stigning nær afslutningen. Analyser pegede på en massespurt, men et sent angreb afgjorde etapen.
Danilo Di Luca gjorde det klart, at han gik efter tidsbonusserne på etapen, både på målstregen og på den indlagte spurt. Hans hold hjalp til med at indhente det tidlige udbrud lang tid før mål. Ligesom han havde gjort i bjergene, blev den førende Denis Mensjov hos Di Luca, og de to kørte om den indlagte spurt. Di Lucas hold prøvede at give ham et leadout, men timingen var forkert, og Mensjov kom rundt om Di Luca og slog ham på målstregen (Di Lucas holdkammerat Alessandro Petacchi, der var en udpræget sprinter, slog dog Mensjov i sprinten for at begrænse Di Lucas tidstab). Både Mensjov og Di Luca fik tidsbonusser, men Mensjov fik 4 for at blive toer i spurten, mens Di Luca fik 2 for at tage fjerdepladsen. Mensjov udbyggede altså føringen i klassementet.
Hastigheden i feltet var mere afslappet efter den indlagte spurt, og to ryttere slap af sted i et udbrud. De blev fanget lige før første omgang af den 18 kilometer lange rundstrækning i målbyen Anagni. Fire andre ryttere forsøge at komme af sted og tage etapesejren, men de blev fanget på anden og sidste omgang. Med lige over én kilometer tilbage, angreb Silence-Lotto-rytteren Philippe Gilbert og slog et hul, hvilket sikrede ham etapesejren. Thomas Voeckler prøvede at følge efter ham, men kunne ikke fange hans slipstrøm og sluttede to sekunder efter. Feltet kom ind 7 sekunder efter Gilbert.
|    | Rytter                     | Hold                         | Tid        |
| -- | -------------------------- | ---------------------------- | ---------- |
| 1  | Philippe Gilbert (BEL)     | Silence-Lotto                | 4h 30' 07" |
| 2  | Thomas Voeckler (FRA)      | Bbox Bouygues Télécom        | + 2"       |
| 3  | Stefano Garzelli (ITA)     | Acqua & Sapone-Caffè Mokambo | + 7"       |
| 4  | Allan Davis (AUS)          | Quick Step                   | s.t.       |
| 5  | Sébastien Hinault (FRA)    | Ag2r-La Mondiale             | s.t.       |
| 6  | Franco Pellizotti (ITA)    | Liquigas                     | s.t.       |
| 7  | Edvald Boasson Hagen (NOR) | Team Columbia-High Road      | s.t.       |
| 8  | Giovanni Visconti (ITA)    | ISD                          | s.t.       |
| 9  | Simon Gerrans (AUS)        | Cervélo TestTeam             | s.t.       |
| 10 | Serge Pauwels (BEL)        | Cervélo TestTeam             | s.t.       |

|    | Rytter                  | Hold                         | Tid         |
| -- | ----------------------- | ---------------------------- | ----------- |
| 1  | Denis Mensjov (RUS)     | Rabobank                     | 85h 44' 05" |
| 2  | Danilo Di Luca (ITA)    | L.P.R. Brakes-Farnese Vini   | + 20"       |
| 3  | Franco Pellizotti (ITA) | Liquigas                     | + 1' 43"    |
| 4  | Carlos Sastre (ESP)     | Cervélo TestTeam             | + 2' 44"    |
| 5  | Ivan Basso (ITA)        | Liquigas                     | + 3' 37"    |
| 6  | Levi Leipheimer (USA)   | Astana Pro Team              | + 4' 59"    |
| 7  | Stefano Garzelli (ITA)  | Acqua & Sapone-Caffè Mokambo | + 8' 44"    |
| 8  | Michael Rogers (AUS)    | Team Columbia-High Road      | + 9' 32"    |
| 9  | Tadej Valjavec (SLO)    | Ag2r-La Mondiale             | + 10' 46"   |
| 10 | Marzio Bruseghin (ITA)  | Lampre-N.G.C.                | + 11' 36"   |

## 21. etape
31. maj 2009 – Rom, 14,4 kilometer (enkeltstart)
2009-udgaven af Giroen endte, som de foregående år, med en enkeltstart. Ruten var flad, men havde flere skarpe sving.
Vindertiden blev sat tidligt på dagen af Cervélo TestTeam-rytteren og den regerende litauske enkeltstartsmester Ignatas Konovalovas. Konovalovas, den 79. mand til at forlade starthuset, var en af de sidste ryttere, der påbegyndte etapen, før det begyndte at regne. Garmins Bradley Wiggins startede ikke lang tid efter, og selvom han havde den bedste tid ved anden og tredje mellemtid, blev han sinket af både regnen og en parkeret Bbox Bouygues Telecom-holdbil, der var stoppet på grund af Matthieu Sprick, der var styrtet, på etapens sidste del.
Regnen stoppede ret hurtigt, men de bedste ryttere i klassementet stod alligevel over for en rute, der var besværliggjort af fugtige veje. De fleste af dem kørte konservativt for at holde deres klassementpladser frem for at køre for etapesejren, men Danilo Di Luca kørte aggressivt med høj kadence fra start. Han havde bedste tid ved første mellemtid, men han mistede sin energi og fart, efterhånden som etapen skred frem, og han sluttede 45 sekunder efter vinderen.
Giro-mesteren Denis Mensjov var sidste mand på ruten. Regnen startede igen, da han og Di Luca startede som de sidste. Han havde fart til at vinde etapen, men styrtede på dramatisk vis på den sidste kilometer, da hans cykel skred ud under ham på de våde brosten. Hans mandskab i holdbilen gav ham hurtigt en ny cykel, og han endte 24 sekunder efter vinderen, hvilket var nok til at sikre ham den samlede sejr i Giroen.
|    | Rytter                     | Hold                         | Tid     |
| -- | -------------------------- | ---------------------------- | ------- |
| 1  | Ignatas Konovalovas (LTU)  | Cervélo TestTeam             | 18' 42" |
| 2  | Bradley Wiggins (GBR)      | Garmin-Slipstream            | + 1"    |
| 3  | Edvald Boasson Hagen (NOR) | Team Columbia-High Road      | + 7"    |
| 4  | Jaroslav Popovytj (UKR)    | Astana Pro Team              | + 11"   |
| 5  | Marzio Bruseghin (ITA)     | Lampre-N.G.C.                | + 16"   |
| 6  | Giovanni Visconti (ITA)    | ISD                          | + 18"   |
| 7  | Dries Devenyns (BEL)       | Quick Step                   | + 20"   |
| 8  | Maarten Tjallingii (NED)   | Rabobank                     | + 21"   |
| 9  | Stefano Garzelli (ITA)     | Acqua & Sapone-Caffè Mokambo | + 23"   |
| 10 | Denis Mensjov (RUS)        | Rabobank                     | + 24"   |

|    | Rytter                  | Hold                         | Tid         |
| -- | ----------------------- | ---------------------------- | ----------- |
| 1  | Denis Mensjov (RUS)     | Rabobank                     | 86h 03' 11" |
| 2  | Danilo Di Luca (ITA)    | L.P.R. Brakes-Farnese Vini   | + 41"       |
| 3  | Franco Pellizotti (ITA) | Liquigas                     | + 1' 59"    |
| 4  | Carlos Sastre (ESP)     | Cervélo TestTeam             | + 3' 46"    |
| 5  | Ivan Basso (ITA)        | Liquigas                     | + 3' 59"    |
| 6  | Levi Leipheimer (USA)   | Astana Pro Team              | + 5' 28"    |
| 7  | Stefano Garzelli (ITA)  | Acqua & Sapone-Caffè Mokambo | + 8' 43"    |
| 8  | Michael Rogers (AUS)    | Team Columbia-High Road      | + 10' 01"   |
| 9  | Tadej Valjavec (SLO)    | Ag2r-La Mondiale             | + 11' 13"   |
| 10 | Marzio Bruseghin (ITA)  | Lampre-N.G.C.                | + 11' 28"   |